# Alice's Restaurant
ksempel
"Alice's Restaurant", egentlig "Alice's Restaurant Massacree", er en satirisk fortælling i sangform (talt blues) fra 1967 af og med Arlo Guthrie. Nummeret var en del af hans debutalbum af samme navn, og det er en gravalvorlig protest mod værnepligten i forbindelse med Vietnamkrigen. Guthrie synger/fortæller en historie, der er komisk overdrevet, men i det store og hele selvoplevet. Sangen blev Guthries signatursang, og han har siden flere gange genudsendt den med opdaterede tekster. I 2017 blev den udvalgt til bevaring i det amerikanske nationale pladeregister i Library of Congress på basis af dens "kulturelle, historiske og æstetiske betydning".

## Handling
Historien i "Alice's Restaurant" består af en prolog, to hoveddele og en epilog.
I prologen slår sangeren fast, hvad sangen hedder, og at den ikke handler om den forretning af samme navn, som ejes af hans veninde, Alice (Brock).
I første hoveddel genkalder han sig en tur, han sammen med en ven tager på for at fejre Thanksgiving i en nedlagt kirke i udkanten af Stockbridge, Massachusetts, hos deres venner Alice og Ray Brock, som har boet i kirken et stykke tid. Som tak tilbyder sangeren og hans ven at køre en anselig bunke affald til den lokale losseplads i deres Folkevognsrugbrød, men de er ikke klar over, før de kommer frem, at lossepladsen er lukket på grund af helligdagen. Da de opdager en anden bunke affald smidt ned at en skrænt i nærheden, smider de deres affald ved siden af og tager tilbage for at fejre Thanksgiving.
Næste morgen modtager de et opkald fra den lokale betjent, Officer Obie, der fortæller, at en lap papir i affaldsbunken kan spores tilbage til dem. Guthrie indrømmer, at han ikke vil lyve, og at det er dem, der har anbragt papiret under affaldsbunken. Han og vennen køre hen til politistationen og forventer en reprimande samt påbud om at fjerne affaldet, men de bliver til deres overraskelse arresteret, lagt i håndjern og kørt hen til åstedet. Her foretager politiet omfattende bevissamling og tager '24 8×10" farvefotos med cirkler og pile og forklaringer bagpå, der fortæller hvad billedet viser, som bevis mod os'. Den lokale presse dækker episoden intensivt, og de to mænd bliver derpå fængslet, idet Obie grundigt sikrer sig, at de ikke kan undslippe eller begå selvmord. Opholdet bliver ganske kort, da Alice kommer og betaler kaution for dem, hvorpå de tager tilbage og holder endnu en Thanksgiving-fest.
Næste dag møder de to deliventer op i retten, hvor Obie til sin bestyrtelse finder ud af, at dommeren er nærmest blind, så politiets omhyggelige arbejde bliver negligeret i et tilfælde af håbløs rettergang. Guthrie og hans ven får derpå en bøde på $50 og beordres desuden til at bortfjerne affaldet, hvilket de accepterer. 
I sangen fortæller Guthrie, at denne episode jo egentlig ikke var noget at fortælle om, men skifter så til anden del, i hvilken Guthrie skal på session for at komme med til krigen i Vietnam. Dette har han ikke lyst til og forsøger at drikke sig fuld aftenen før for at møde op med stærke tømmermænd, og desuden forsøger han at overbevise sessionspsykologen om, at han er uegnet, fordi han er morderisk anlagt - hvilket dog viser sig bare at være godt!
Efter flere timer, hvor han testes af på alle ledder og kanter, bliver han spurgt, om han nogensinde har været dømt for en kriminel handling. Dertil nikker han og begynder at fortælle om episoden med affaldet, hvorpå han sendes til W-gruppen (for 'moral waiver', moralsk tvivlsomme). Her finder han sig blandt mænd, der har 'voldtaget deres mødre, stukket deres fædre ned ... og voldtaget deres fædre', og da han fortæller, at hans brøde er affaldsbortkastning, bliver han set skævt til, indtil han tilføjer, at han 'har været til gene'. Dette gør, at han accepteres af de andre i W-gruppen.
Han skal udfylde mere papir, heriblandt om han er rehabiliteret efter sin forbrydelse, hvilket han finder ironisk i betragtning af, at han skal i krig. Dette noterer sessionslederen og siger, at 'vi kan ikke lide din slags' og vurderer ham som uegnet, idet han dog sørger for at tage Guthries fingeraftryk og få dem sendt til regeringen til at blive gemt. 
I epilogen foreslår Guthrie andre til session at synge sangens omkvæd, når man går ind til militærpsykologen. Han spår, at hvis en enkelt mand gør det, bliver han vurderet som 'tosset', hvis to synger i kor, bliver de kaldt 'bøsser', men hvis bare tre gør det, bliver de til en 'organisation', og hvis 50 gør det, bliver de kaldt 'Alice's Restaurant anti-massakre-bevægelsen'. Indspilningen, som er foretaget til en koncert, slutter så med, at alle synger sangens omkvæd sammen.

## Karakteristik
Sangen er en talt monolog med guitar-fingerspil som underlægning suppleret med svagt trommespil. I prologen og epilogen gentages omkvædet 'You Can Get Anything You Want At Alice's Restaurant'.
Sangen er omkring 18½ minutter lang og fylder hele den ene side på albummet
Guthrie beskriver første del som en 'massakre' i betydningen 'en hændelse så vild og utrolig, at konsekvenserne er nærmest umulige at tro. Det er en brug af ordet langt lysere og mere sarkastisk end normalt, hvor ordet omhandler massedrab.

## Baggrund
De fleste af hændelserne i sangen er sket i virkeligheden. Episoden med det henkastede affald blev dækket i lokale aviser i 1965, hvor den fandt sted, og selv om Guthrie har taget sig visse friheder, har de fleste af de omtalte personer i teksten bekræftet forløbet.
Anden del af sangen er der derimod ikke kilder, der kan bekræfte. Dog blev FBI's COINTELPRO i 1971 kulegravet, hvorved det kom frem, at myndighederne indsamlede informationer om krigsmodstandere, og da Arlo Guthrie og hans far Woody Guthrie var kendt som sådan, var de også på deres myndighedernes lister.

### Alice, Ray og restauranten
I 1963 havde Alice Brock (1941-2024) med støtte fra sin mor købt en nedlagt kirke, hvor hun og hendes mand, Ray (1929-1979), bosatte sig. Alice Brock var maler og designer, og Ray var arkitekt og snedker. De underviste på en skole i nærheden, hvor Arlo Guthrie havde gået. 
Alice havde desuden kortvarigt en restaurant, The Back Room, i Stockbridge (ikke i kirken); den var lukket, da sangen blev udgivet. Der har siden været en café, og den skiltede med sin fortid. 
Alice Brock blev i 2022 genforenet med Arlo Guthrie og hans ven, Rick Robbins, til Thanksgiving. Det var første gang, de tre var sammen til denne begivenhed siden 1965, hvor den oprindelige begivenhed fandt sted.

## Eftermæle
Der findes også en Alice's Restaurant (uafhængig af Alice Brocks restaurant), der er etableret i 1960'erne af Alice Taylor. Senere ejere har beholdt navnet som hyldest til sangen, og der blev tilføjet en "Group W"-bænk, fordi navnet gjorde restauranten til en turistattraktion ("god for forretningen").
Progammeringssproget Smalltalk blev skabt omkring samme tid som sangen, og sangen spillede og spiller fortsat en vigtig rolle i dette sprog. Skaberne valgte således at bruge udtryk fra sangen i sproget; disse er efterfølgende gået videre til andre sprog, ofte uden kendskab til oprindelsen. Tekstfragmentet "They got a building down New York City, it’s called Whitehall Street, Where you walk in, you get injected, inspected, detected, infected, neglected and selected." blev således til programmeringsmetoderne: #inject, #inspect, #detect og #select.
Det er blevet en tradition på en række amerikanske rock-radiostationer at spille sangen i sin helhed hvert år til Thanksgiving.

## Spillefilm
Sangen blev i 1969 omsat til en spillefilm af samme navn instrueret af Arthur Penn, som boede i Stockbridge på den tid. Arlo Guthrie spillede sig selv i filmen, mens Pat Quinn og James Broderick spillede Alice og Ray Brock. Flere af personerne fra første del af sangen optrådte også som sig selv, heriblandt politimanden William Obanheim ("Obie") og dommer James Hannon, og Alice og Ray Brock har også små roller.
Filmen havde amerikansk premiere i august 1969, få dage efter at Guthrie havde spillet på Woodstockfestivalen. Musikken fra filmen, heriblandt en studieversion af sangen, blev udgivet som album.